# Kajetan Słupski
Kajetan Słupski – pułkownik, jeden z dowódców średniego szczebla w powstaniu styczniowym w 1863 r. Był uczestnikiem rewolucji 1848 r.
W pierwszej fazie powstania styczniowego walczył na Mazowszu, następnie – pod rozkazami gen. Edmunda Taczanowskiego w Kaliskiem. 17 maja 1863 dowodził ugrupowaniem ok. 1000 powstańców w zwycięskiej bitwie pod Babskiem w starciu z 6 rotami rosyjskiej piechoty i sotnią kozaków.
23 maja 1863 dowodzone przez niego oddziały stoczyły walkę w Niewieszu koło Poddębic w bitwie pod Niewieszem. 30 maja 1863 w ugrupowaniu dowodzonym przez pułkownika Edmunda Calliera dowodził jazdą w bitwie pod wsią Grochowy. W bitwie tych oddziałów 3 czerwca oddziały Calliera poniosły klęskę, a Słupski wraz z taborem, w toku walki, oddzielił się od głównych sił.
Na początku sierpnia przeszedł pod rozkazy gen. Edmunda Taczanowskiego. W jego brygadzie dowodził 2 pułkiem ułanów sformowanym przez płk. Franciszka Kopernickiego na terenie powiatów: piotrkowskiego, sieradzkiego i wieluńskiego. Wziął udział 15 sierpnia w potyczce pod Zielęcicami k. Łasku. W przegranej bitwie na polach wsi Kruszyna i Nieznanice (29 sierpnia) jego pułk ocalał, bo nie uległ panice.
27 września 1863 kroniki odnotowują potyczkę jego oddziału flankierskiego z Rosjanami z Kalisza pod wodzą Kondratienki w rejonie Skęczniewa – Miłkowic. 6 października oddział kawalerii Słupskiego (240 koni) walczył pod Wiewcem z tym samym przeciwnikiem, a płk Słupski szarżował wówczas na czele oddziału z pałaszem w ręku. 15 października jego oddział i podporządkowana mu partia płk. A. Matuszewicza walczyły w Rudnikach z oddziałem moskiewskim dowodzonym przez kpt. Wendorfa. W tym samym dniu, ale już w Kowalach, dwa plutony flankierskie Słupskiego zaatakowały 25 „objeszczyków” (straży granicznej). W czasie odwrotu przez Mokrsko, Naramice, Świątkowice, Dymki oddział dotarł w rejon wsi Starce, pod którą doszło do bitwy. W tej bitwie Słupski, poturbowany przez konia, zdał dowództwo Matuszewiczowi, a sam opuścił oddział. Nie wiadomo jakie były jego dalsze losy.

## Literatura
- Ruszkowski A., Ci, którzy dowodzili... w 1863-64 r., cz. III, „Na Sieradzkich Szlakach” 1989 nr 2/14, s. 9–21.
- Zieliński S., Bitwy i potyczki 1863-64 r., Rapperswil, 1913.